# フレズノ
フレズノ（英語: Fresno [ˈfrɛznoʊ] ）は、アメリカ合衆国カリフォルニア州中部フレズノ郡にある都市。同郡の郡庁所在地である。人口は54万2107人（2020年）。

## 概要
サンフランシスコ都市圏とロサンゼルス都市圏の中間に位置する一帯の拠点都市。かつて日本から移民が渡った地であり、日本語で布市（ふし）とも称した。
また、東部にはシエラネバダ山脈が控えており、ヨセミテ国立公園、セコイア国立公園、キングズ・キャニオン国立公園の拠点にもなっており、観光拠点都市としても発達している。

### 地名の由来
市名はスペイン語で「トネリコ」の意味である。

## 歴史
1860年頃、ゴールドラッシュの影響で白人らが入植、肥沃な農地を生かした農産物の集散地として発展した。
代表的な特産品に干しブドウがあり、綿花なども集められる。

## 地理

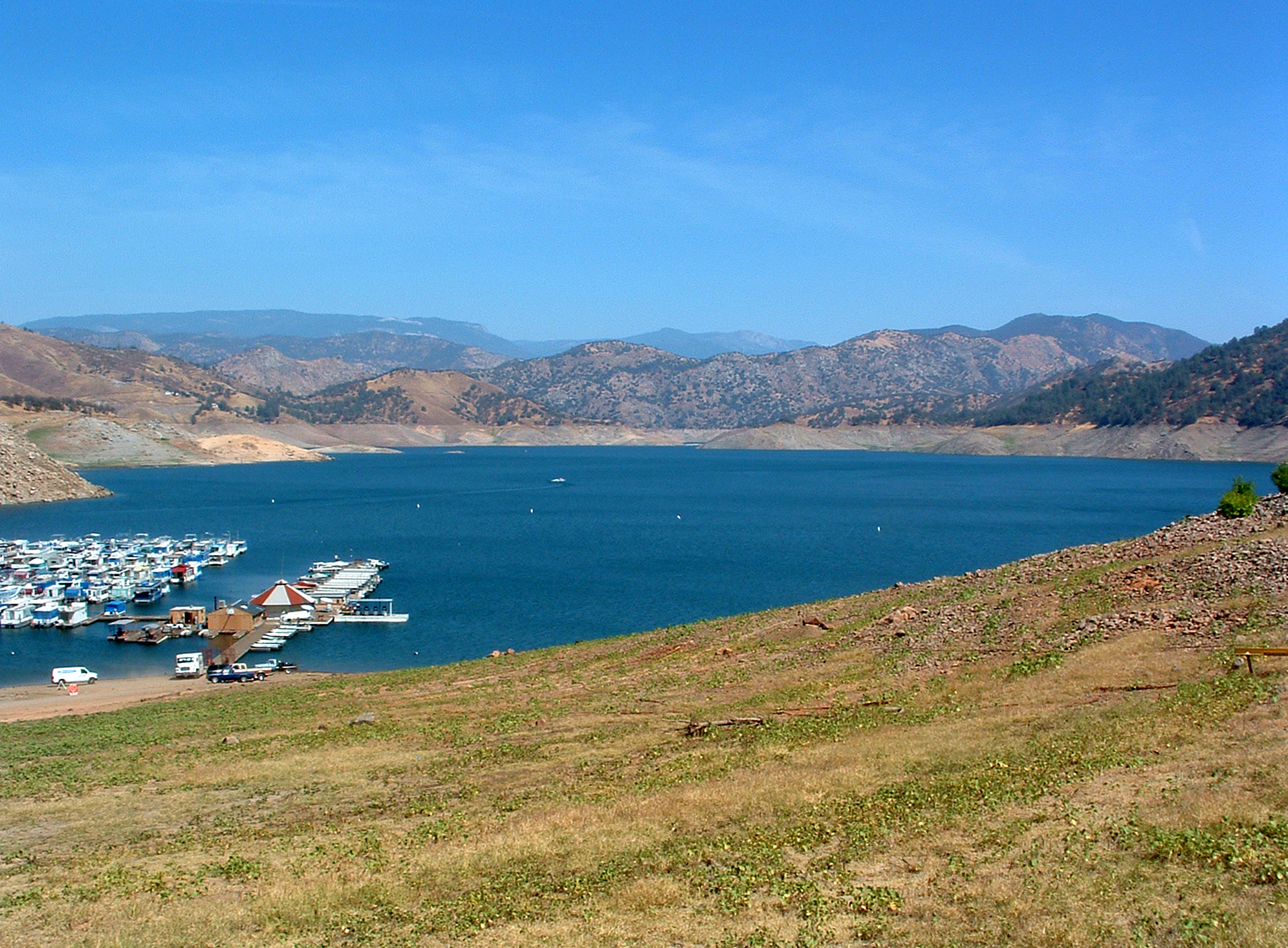
パインフラット湖

### 位置
フレズノは、サンホアキン・バレーに位置している。座標は、北緯36度46分54秒、西経119度47分32秒(36.781549, -119.792113)。
アメリカ合衆国統計局によると、この都市は総面積271.4km2(104.8mi2)である。このうち270.3km2(104.4 mi2)が陸地で1.1km2(0.4 mi2)が水地域である。総面積の0.42%が水地域となっている。

### 地形

#### 山地
主な山脈
- シエラネバダ山脈

#### 湖沼
主な湖
- パインフラット湖

### 人口

#### 人口動勢
2000年の国勢調査で、この都市は人口427,652人、140,079世帯および97,915家族が暮らしている。人口密度は1,582.2/km2(4,097.7/mi2)である。551.3/km2(1,427.9/mi2)の平均的な密度に149,025軒の住居が建っている。この都市の人種的構成は白人50.17%、アフリカン・アメリカン8.36%、ネイティブ・アメリカン1.58%、アジア11.23%（多くがミャオ族）、太平洋諸島系0.14%、その他の人種23.36%および混血5.16%である。人口の39.87%がヒスパニックまたはラテン系である。
140,079世帯のうち、40.4%が18歳未満の子供と一緒に生活しており、46.1%は夫婦で生活している。17.6%は未婚の女性が世帯主であり、30.1%は結婚していない。23.3%は1人以上の独身の居住者が住んでおり、7.9%は65歳以上で独身である。1世帯の平均人数は2.99人であり、結婚している家庭の場合は3.57人である。
人口の32.9%が18歳未満で、11.8%が18歳から24歳、28.8%が25歳から44歳、17.2%が45歳から64歳、9.3%が65歳以上である。平均年齢は28歳である。女性100人に対し、96.6人が男性である。18歳以上の女性100人に対し、93.0人が18歳以上の男性である。
この都市の世帯ごとの平均的な収入は32,236米ドルであり、家族ごとの平均的な収入は35,892米ドルである。男性は32,279米ドルに対して女性は26,551米ドルの平均的な収入がある。この都市の一人当たりの収入（per capita income）は15,010米ドルである。人口の26.2%および家族の20.5%は貧困線以下である。全人口のうち18歳未満の36.5%および65歳以上の10.7%は貧困線以下の生活を送っている。

## 行政
フレズノの法執行機関は長い腐敗の歴史を持っている。
フレズノ警察署では地位に関わらず麻薬売買、レイプ（未成年を多く含む）、売春、脱税を犯す警察官が後を絶たないが、
訴訟された半数は裁判官によって不起訴となっており、裁判所との癒着も疑われている。
また内部外部の法執行機関への告発者が不審な死を遂げるケースも多い。

## 対外関係

### 姉妹都市・提携都市
姉妹都市
- 高知市（日本国 四国地方 高知県）
- ラホール（パキスタン・イスラム共和国 パンジャーブ州）
- マシュハド（イラン・イスラム共和国 ラザヴィー・ホラーサーン州）
- モロゴロ（タンザニア連合共和国 モロゴロ州）
- ミュンスター（ドイツ連邦共和国 ノルトライン＝ヴェストファーレン州）
- タラズ（カザフスタン共和国 ジャンブール州）
- トレオン（メキシコ合衆国 コアウイラ州）
- ヴェローナ（イタリア共和国 ヴェネト州 ヴェローナ県）

## 経済

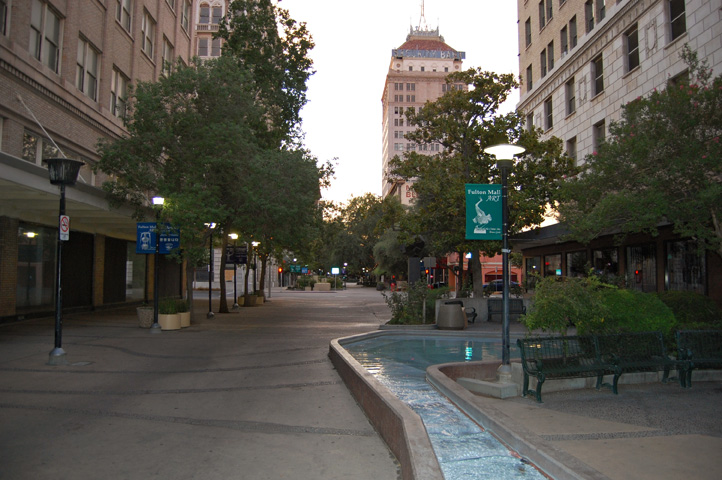
フルトンモール

### 第一次産業

#### 農業
- 干しブドウ
- プルーン
- 綿花

### 第三次産業

#### 商業
主な商店街
- フルトンモール

## 情報・通信

### マスメディア

#### 新聞社
- フレズノ・ビー

## 教育

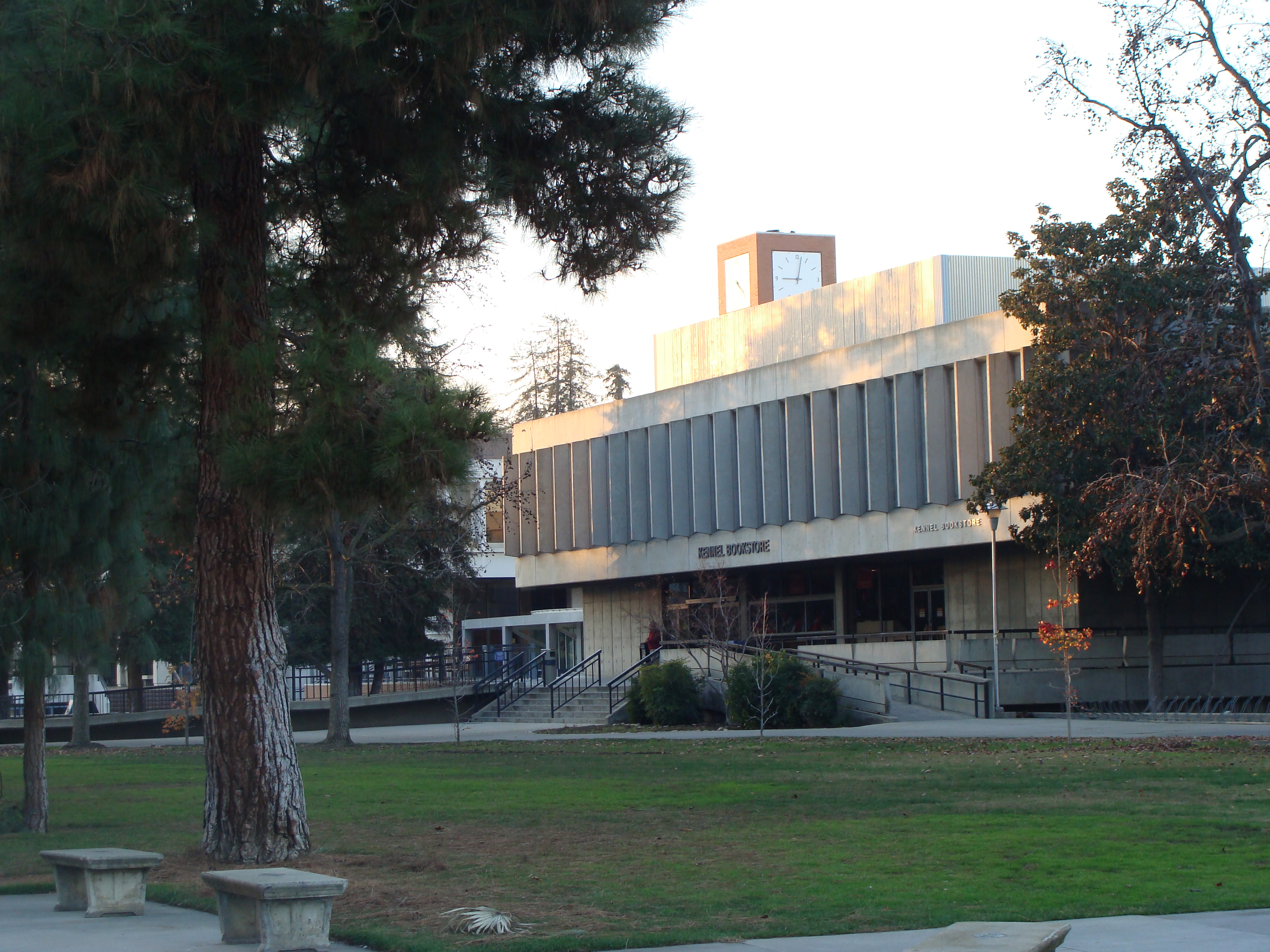
カリフォルニア州立大学フレズノ校

### 大学
州立
- カリフォルニア州立大学フレズノ校

私立
- アライアント国際大学 フレズノキャンパス

## 交通

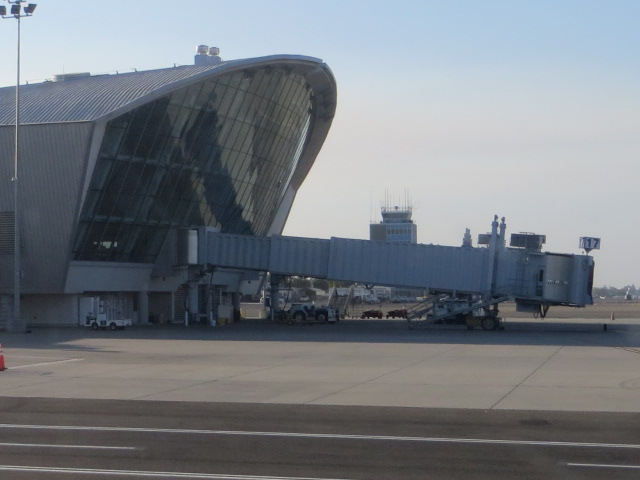
フレズノ・ヨセミテ国際空港

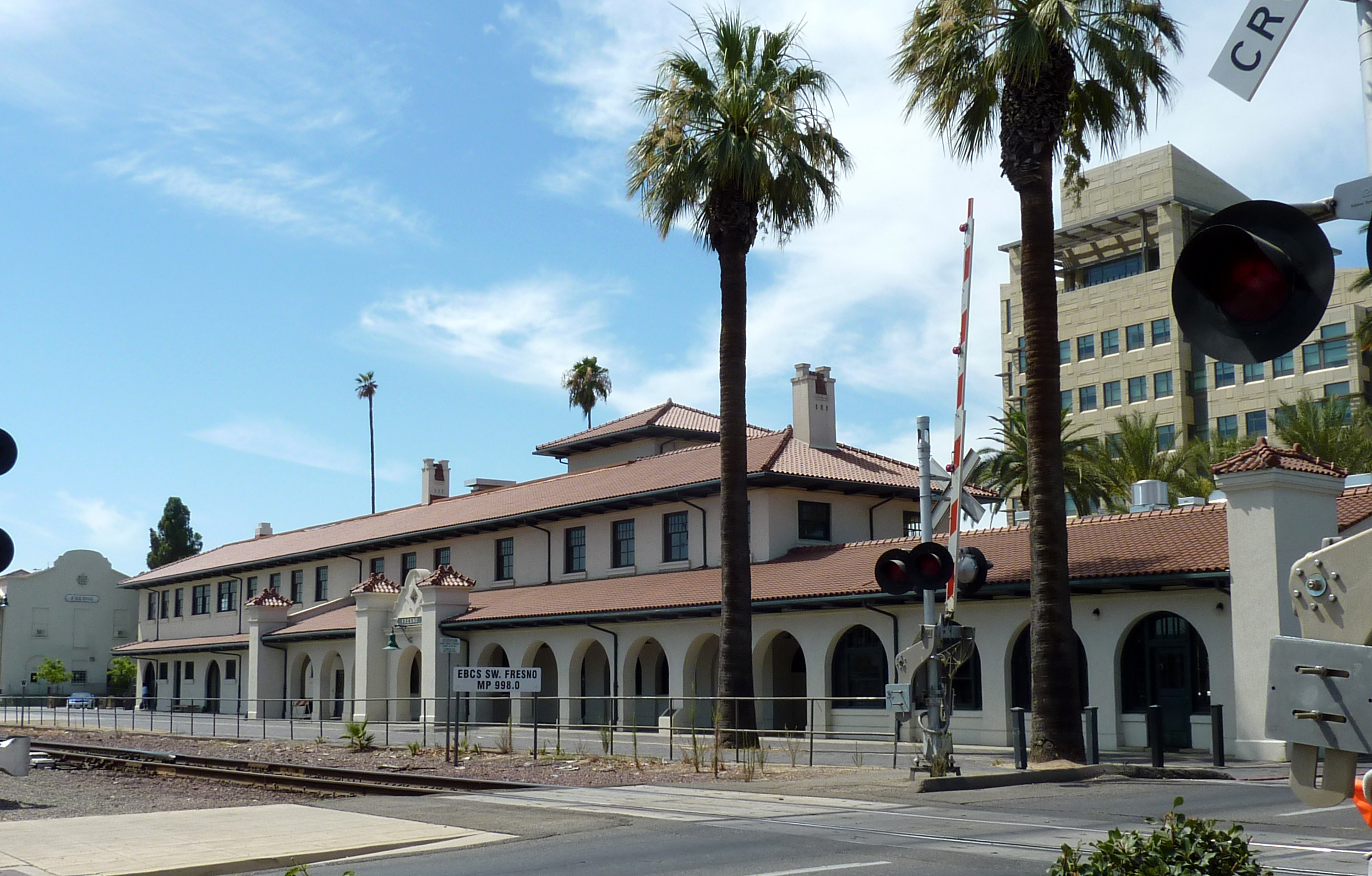
フレズノ・サンタフェ駅

### 空路

#### 空港
- フレズノ・ヨセミテ国際空港

### 鉄道
フレズノ・サンタフェ駅にアムトラックのサン・ホアキンが停車する。北はオークランド、サクラメント行き、南はベーカーズフィールド行きである。

### 道路

#### 高速道路
フレズノは州間高速道路が通っていないアメリカ合衆国では最大の都市である。
しかし、将来的にカリフォルニア州道99号線に沿って州間高速道路の整備が計画されている。

#### 州道
- カリフォルニア州道41号線
- カリフォルニア州道99号線
- カリフォルニア州道168号線
- カリフォルニア州道180号線

## 観光

### 観光スポット

#### 公園
- ヨセミテ国立公園
- セコイア国立公園
- キングズ・キャニオン国立公園

## 文化・名物

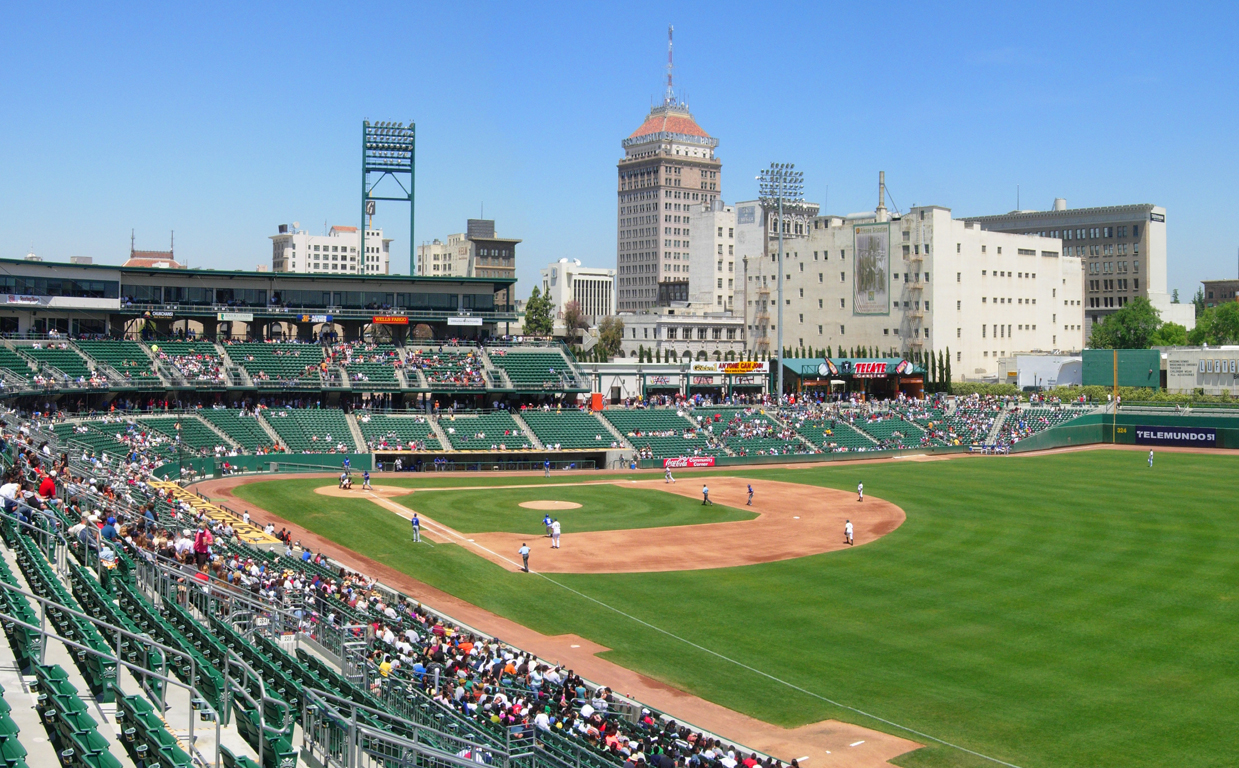
グリズリーズ・スタジアム

### 名産・特産
- 干しぶどう（プルーン）
- 綿花

### スポーツ

#### 野球
- フレズノ・グリズリーズ
  - サンフランシスコ・ジャイアンツ傘下3Aの野球チームである。

## 出身関連著名人
- トム・シーバー - メジャーリーグ選手
- フランク・チャンス - プロ野球選手
- フランク・オーテンジオ - プロ野球選手
- デショーン・スティーブンソン - バスケットボール選手
- ランディ・ウィリアムズ - 走幅跳選手
- カーソン・パーマー - アメリカンフットボール選手
- カーク・カーコリアン - 実業家
- ウィリアム・サローヤン - 小説家
- フランク・トーマス - アニメーター
- アーロン・ルーエル - 俳優
- マイク・コナーズ - 俳優